# روسلان بابينكو
روسلان بابينكو (بالأوكرانية: Бабенко Руслан Олександрович)‏ (8 يوليو 1992 بدنيبرو في أوكرانيا - ) هو لاعب كرة قدم أوكراني في مركز الوسط. شارك مع منتخب أوكرانيا تحت 16 سنة لكرة القدم ومنتخب أوكرانيا تحت 17 سنة لكرة القدم ومنتخب أوكرانيا تحت 18 سنة لكرة القدم ومنتخب أوكرانيا تحت 19 سنة لكرة القدم ومنتخب أوكرانيا تحت 21 سنة لكرة القدم. أما مع النوادي، فقد لعب مع نادي دنيبرو دنيبروبتروفسك وFC Stal Kamianske ‏ ونادي بودو/غليمت ونادي فولين لوتسك.

## وصلات خارجية
- روسلان بابينكو على موقع الاتحاد الأوربي (الإنجليزية)
- روسلان بابينكو على موقع اتحاد أوكرانيا (الإنجليزية)
- روسلان بابينكو على موقع قاعدة بيانات كرة القدم.إي يو (الإنجليزية)
- روسلان بابينكو على موقع Soccerway.com (الإنجليزية)
- روسلان بابينكو على موقع عالم كرة القدم.نت (الإنجليزية)
- روسلان بابينكو على موقع AS.com (الإسبانية)